# Stonewall (Manitoba)
Stonewall è un comune (town) del Canada, situato nel sud della provincia di Manitoba, a circa 25 km da Winnipeg.